# Berceli-hegyi-üreg
A Berceli-hegyi-üreg jelenleg járhatatlan, betemetődött barlang, amely a Cserhátban helyezkedik el.

## Leírás
Bercelen, a Berceli-hegy keleti oldalán, körülbelül 350 méter tengerszint feletti magasságban, a Csurgó-forrás feletti erdős és bozótos völgynek a bal, azaz az északi oldalában van a beomlott bejárata. Az üreg környezete lazább és kötöttebb slír homokkő rétegekből épül fel. Ezen legurult, leszakadt, nagy, több tonnás andezittömbök ékelődtek be. Ezek az andezittömbök kitérítik az alkalmi vízfolyások útját. Valószínű, hogy az objektumnál lévő andezittömb okozta, hogy az Ozoray György által leírt méretű, álkarsztos üreg képződött a homokkőben, majd a lassúbb, hordaléklerakó vízfolyások fel is töltötték azt. A barlang eróziós eredetű volt.
1989-ben Eszterhás Istvánék már csak egy 30–40 centiméter átmérőjű, ívelt, lejtősen haladó, két méterig mérhető, de tovább is tartó, felhagyott rókalyukat, valamint egy andezittömb alatt egy körülbelül egy négyzetméteres, lapos rést találtak a barlang valószínűsített helyén. A lapos rés teteje az andezittömb, az alját pedig laza homok alkotja. Ha az általuk leírt üregmaradvány azonos az Ozoray György által leírttal, akkor valószínűleg az egykori üreget ez a laza, homokos üledék majdnem teljesen kitölti. Más üreg, vagy üregmaradvány a Berceli-hegy keleti részén nincs. Bercel egyetlen barlangja volt.
1984-ben volt először Berceli-hegyi-üregnek nevezve az üreg az irodalmában. Előfordul irodalmában Berceli-hegyi üreg (Bertalan 1976) néven is.

## Kutatástörténet
Az 1960. évi Karszt- és Barlangkutatási Tájékoztatóban az van írva, hogy a Cserhátban, a Berceli-hegy keleti oldalán, körülbelül 350 méter tengerszint feletti magasságban, az egyik talajeróziós helvét slírben létrejött szakadék fejénél egy körülbelül fél–egy méter széles és körülbelül három méter mély, körülbelül ugyanakkora hosszú, természetes akna van, amely egy keskenyebb, vízszintes ággal a szakadék meredek kezdetébe vezet. Az üreg úgy alakult ki, hogy a fagyökerekkel összenőtt, ellenálló feltalaj ideiglenesen megakadályozta a földszakadék felharapódzását és a lezúduló záporpatak a szakadék meredek kezdőfalán vízesést hozott létre.
A vízesés egy felharapódzó üreget vájt ki az alján és egy kis repedés mentén, amelyet egy kisebb partrogyás, vagy anyagzsugorodás hozhatott létre, a víz egy része a föld alá jutott. A laza, homokos anyagot kimosta az útján és egyesült a vízesés alatti üreggel. Lehet, hogy egyetlen, de mindenesetre kevés számú zápor hozta létre a rövid víznyelő és vízvezető üreget. Az üreg nagyon hasonlít a löszkutakra, de lényeges a keletkezésbeli különbség. A löszkutak képződésének egyik fontos eleme a mészkötőanyag kioldása, amit Magyarországon egyesek karsztos folyamatnak tekintenek. A slír víznyelő kialakulásánál csak az eróziós folyamat volt jelen és ezért álkarsztos jelenség.
Az 1976-ban befejezett Magyarország barlangleltára című kéziratban az olvasható, hogy a Berceli-hegyi üreg a Cserhátban, Bercelen helyezkedik el. A Berceli-hegy K-i oldalán, kb. 350 m tengerszint feletti magasságban van a bejárata. 3 m hosszú és 3 m mély, laza kőzetben kialakult, álkarsztos, eróziós üreg. Rövid életű jelenség, amely valószínűleg már nincs meg. A kézirat barlangra vonatkozó része 1 tanulmány alapján lett írva. Az 1984-ben napvilágot látott Magyarország barlangjai című könyv országos barlanglistájában szerepel a Börzsöny–Cserhát–Karancs barlangjai között a barlang Berceli-hegyi-üreg néven. A listához kapcsolódóan látható a Magyarország barlangjainak földrajzi elhelyezkedését áttekintő térképen a barlang földrajzi elhelyezkedése.
Az Alba Regia Barlangkutató Csoport 1988. évi jelentésében van egy összefoglaló a barlangról, amelyet addig még nem kerestek meg a csoport tagjai. A csoport 1989. évi jelentésében részletesen le van írva, a jelentésbe bekerült egy helyszínrajz, amelyen jelölve van helye, egy fénykép, amelyen látható a barlang helye és egy térkép, amely az üreg valószínű maradványáról készült. A térképhez az üreg valószínű maradványát Eszterhás István és Gönczöl Imre mérték fel. A térkép 1989. október 21-én 1:50 méretarányban készült. A térképen alaprajz és metszet van ábrázolva, valamint egy helyszínvázlat látható rajta.
A leírásban az van írva, hogy az 5223-as barlangkataszteri területen van. A Berceli-hegynek a keleti felét szinte négyzetméterről négyzetméterre bejárták, de csak egy járhatatlanul szűk rést és a közelében egy rókalyukat találtak. Ennek a komplexumnak a formája és a kőzete alapján valószínűnek tartották, hogy az Ozoray György által leírt üreget találták meg.
Eszterhás István Magyarország nemkarsztos barlangjainak listája című kéziratában az olvasható, hogy a Cserhát hegységben, az 5223-as barlangkataszteri területen, Bercelen lévő Berceli-hegyi-üreg feltöltődött. A barlang homokkőben és andezitben keletkezett. Bercel egyetlen barlangja. A listában meg van említve az a Magyarországon, nem karsztkőzetben kialakult, létrehozott 220 objektum (203 barlang és 17 mesterséges üreg), amelyek 1989. év végéig váltak ismertté. Magyarországon 21 barlang keletkezett homokkőben, 19 pedig andezitben. Az összeállítás szerint Kordos László 1984-ben kiadott barlanglistájában fel van sorolva 119 olyan barlang is, amelyek nem karsztkőzetben jöttek létre.
Az Eszterhás István által írt Magyarország nemkarsztos barlangjainak lajstroma című kéziratban meg van említve, hogy a Cserhát hegységben, az 5223-as barlangkataszteri területen, Bercelen helyezkedik el a Berceli-hegyi-üreg. A barlang a Cserhát hegység nem karsztkőzetben kialakult 10 barlangjának egyike. A homokkőben és andezitben keletkezett barlang feltöltődött. Az összeállításban fel van sorolva az a Magyarországon, nem karsztkőzetben kialakult, létrehozott 520 objektum (478 barlang és 42 mesterséges üreg), amelyek 1993 végéig ismertté váltak. Magyarországon 28 barlang, illetve mesterségesen létrehozott, barlangnak nevezett üreg alakult ki, lett kialakítva homokkőben, 178 pedig andezitben. A 2001. november 12-én készült Magyarország nemkarsztos barlangjainak irodalomjegyzéke című kézirat barlangnévmutatójában meg van említve a Berceli-hegyi-üreg. A barlangnévmutatóban fel van sorolva 7 irodalmi mű, amelyek foglalkoznak a barlanggal. A 2004. évi Karsztfejlődésben meg van említve és meg vannak adva EOV koordinátái. A 2017. évi Karsztfejlődésben van egy rövid leírás az üregről és publikálva lett egy helyszínrajz, amelyen meg van jelölve helye.